# Tentative d'assassinat d'Andy Warhol
La tentative d'assassinat d'Andy Warhol survient le 3 juin 1968 lorsque l'écrivaine féministe radicale Valerie Solanas tire sur l'artiste et cinéaste Andy Warhol à la Factory à New York.
Avant l'incident, Solanas n'est pas une personne de premier plan dans la scène de la Factory. Elle écrit le SCUM Manifesto, un pamphlet féministe prônant l'éradication des hommes, et elle apparait dans le film de Warhol I, a Man, qu'elle auto-publie en 1967. Plus tôt le jour de l'attaque, Solanas est refoulée de la Factory après avoir demandé le retour d'un script qu'elle a donné à Warhol. Elle pense qu'il complote avec son éditeur, Maurice Girodias, pour empêcher la publication de son manuscrit (qui a apparemment été égaré). Solanas est ensuite diagnostiquée avec une schizophrénie paranoïaque et condamnée à trois ans de prison.

## Tentative d'assassinat
Le 3 juin 1968, vers 16 h 30, Valerie Solanas tire sur Andy Warhol dans son studio appelé "The Factory" à Manhattan, à New York, au sixième étage du Decker Building (en), situé au 33 Union Square West (en).
Solanas s'est rendue plusieurs fois dans les locaux ce jour-là à la recherche de Warhol. Pour tenter de se débarrasser d'elle, Paul Morrissey, le collaborateur de l'artiste, lui dit que ce dernier ne sera pas présent toute la journée. Mais finalement, alors qu'elle marche sur le trottoir à l'extérieur, elle croise Warhol. Au même moment, Jed Johnson (en), un nouvel assistant de la Factory, arrive avec des lampes fluorescentes de la quincaillerie, et tous trois se dirigent vers la Factory ensemble.
Pendant ce temps, Morrissey, le critique d'art et conservateur Mario Amaya, le photographe de la Factory Billy Name et le directeur commercial de Warhol Fred Hughes (en) sont dans le studio. Alors que Warhol est en conversation téléphonique avec la superstar de Warhol Viva, Solanas commence à tirer avec un pistolet de calibre .32. Elle tire sur Warhol à bout portant, le touchant une fois.
Au début, Amaya pense que les coups de feu viennent de la fenêtre. Il remarque alors le revolver qu'elle tient à la main, qui est "comme l'un de ceux que l'on voit dans Dick Tracy". Amaya est blessé au dos, mais il réussit à s'échapper et à s'enfermer dans une salle de projection. Johnson empêche Solanas d'entrer dans la pièce où il se trouve en tenant la poignée de la porte. Le bruit de l'ascenseur détourne l'attention de Solanas alors qu'elle n'envisage de tirer sur Hughes, et elle s'enfuit du bâtiment.
Après les premiers coups de feu, il faut plus de vingt minutes à l'ambulance pour arriver sur les lieux. La fusillade a lieu plus d'un mois avant la mise en place du système 911 de la ville de New York. Lorsque les ambulanciers arrivent finalement, ils choisissent d'emmener Warhol dans un fauteuil roulant au lieu d'utiliser l'ascenseur. Alors que Warhol et Amaya sont emmenés à l'hôpital Columbus (en) en ambulance, Hughes et Johnson sont détenus pour interrogatoire au commissariat de police du 13e arrondissement,. Après que Solanas se soit rendue quelques heures plus tard, ils sont libérés de garde à vue.
Amaya sort de l'hôpital plus tard le même jour après avoir subi des blessures mineures. Warhol est déclaré cliniquement mort, mais le Dr Giuseppe Rossi le réanime par massage cardiaque. Il est touché par une seule balle, selon le Dr Massimo Bazzini, directeur médical exécutif de l'hôpital Columbus. "La balle est entrée dans son ventre du côté gauche", déclare Bazzini alors que Warhol subit une intervention chirurgicale, "passant par la poitrine gauche, puis la poitrine droite, et est ressortie." Il subit des dommages aux poumons, à l'œsophage, au foie, à la rate et à l'estomac. Une équipe chirurgicale dirigée par Rossi opère Warhol pendant six heures, lui donnant une chance de survie de 50/50. Warhol reste à l'hôpital pendant près de deux mois et est libéré le 28 juillet 1968.

## Arrestation et poursuites judiciaires
Vers 20 h 0 le jour même de l'attaque, Solanas se rend à la police à l'intersection de la Septième Avenue et de la 47e Rue près de Times Square. Elle dit aux autorités que Warhol "avait trop de contrôle sur ma vie". Alors qu'elle est arrêtée au 13e commissariat, elle demande aux journalistes de lire le SCUM Manifesto. "Cela vous dira ce que je suis et ce que je représente", ajoute-t-elle.
Le lendemain, Solanas ne manifeste aucun remords devant le juge David Getzoff du tribunal pénal. "Je n'ai rien à regretter. Je ne regrette rien. Il allait faire quelque chose qui aurait pu me ruiner", déclare-t-elle. Elle ajoute que des rumeurs circulent selon lesquelles "je lui ai tiré dessus parce qu'il ne voulait pas produire ma pièce. C'était pour la raison opposée. Il a un droit légal sur mon travail". Elle est inculpée pour "port d'armes et deux chefs d'accusation de tentative de meurtre", et elle est envoyée à l'hôpital Bellevue de Manhattan pour un examen psychiatrique.
Le 28 juin 1968, un Grand jury accuse Solanas de tentative de meurtre sur Warhol. En août 1968, elle est déclarée "inapte" à subir un procès en raison de sa folie et est internée à l'hôpital d'État de Matteawan (en) pour les aliénés criminels. Après un certain temps, elle est transférée à Matteawan et, en décembre 1968, un ami paye sa caution de 10 000 $.
À Noël 1968, Solanas appelle Warhol alors qu'elle est en liberté sous caution pour le contraindre à acheter un scénario qu'elle a écrit pour un film. La police est contactée, ce qui conduit à son arrestation en janvier 1969. Solanas est diagnostiquée schizophrène paranoïaque et passe six mois en détention psychiatrique. Elle est détenue à la Maison de détention des femmes de New York (en) à Manhattan jusqu'en mai 1969, puis elle est transférée à l'hôpital Elmhurst (en) dans le Queens et à l'hôpital Bellevue pour des tests psychiatriques supplémentaires.
Le 9 juin 1969, Solanas plaide coupable d'agression au premier degré. Elle déclare : "Je n'avais pas l'intention de le tuer... Je voulais juste qu'il fasse attention à moi. Lui parler, c'était comme parler à une chaise." Elle est condamnée par le juge de la Cour suprême Gerald T. Culkin à purger jusqu'à trois ans de prison pour femmes à Bedford Hills, dans l'État de New York, avec déduction du temps déjà purgé. Peu de temps après, elle est envoyée à Matteawan pour purger le reste de sa peine. Selon les rapports, Warhol est surpris par la peine "légère" qu'elle reçoit lorsqu'il est contacté pour commenter.

## Conséquences
L'Organisation nationale pour les femmes et d'autres organisations féministes sont divisées sur la question de savoir s'il faut soutenir ou condamner Solanas après qu'elle a tiré sur Warhol. Ses partisans, comme l'auteure Ti-Grace Atkinson et l'avocate Flo Kennedy, jettent les bases du féminisme radical et présentent Solanas comme "un symbole de la rage féminine". Le lendemain de l'attaque, le sénateur Robert F. Kennedy est assassiné, ce qui imbrique encore davantage la fusillade dans une histoire plus large de violence armée.
Warhol offre au Dr Giuseppe Rossi, le médecin qui lui a sauvé la vie, un chèque de 1 000 $ et un ensemble complet de 10 sérigraphies Campbell's Soup II. Le chèque est refusé, mais Rossi conserve les précieuses sérigraphies. Après la mort de Rossi en 2016, sa famille vend les sérigraphies chez Christie's à New York. Elles sont vendues entre 16 250 $ et 37 500 $.
Après sa guérison, Warhol se concentre sur la transformation de la Factory en entreprise commerciale, alors que la réglementation se durcit. Jed Johnson, qui devient le petit ami de Warhol et contribue à sa guérison, installe une porte hollandaise et construit un mur autour de l'ascenseur afin que les invités puissent entrer.
Dans l'article "Le retour d'Andy Warhol", publié dans le numéro du 10 novembre 1968 du New York Times Magazine, Warhol réfléchit sur la fusillade : "Depuis que j'ai été abattu, tout est devenu un rêve pour moi. Je ne sais plus de quoi il s'agit. Je ne sais même pas si je suis vraiment en vie ou si je suis mort. C'est triste. Je ne peux pas dire bonjour ou au revoir aux gens. La vie est comme un rêve."
Dans une interview accordée à Newsday en 1969, Warhol déclare : "Je ne la déteste pas. Je n'aime personne. Ce n'était pas de sa faute... Elle n'était pas responsable de ce qu'elle faisait."
Warhol rappelle dans son livre La Philosophie d'Andy Warhol (en) (1975) :

« Avant d'être abattu, j'ai toujours pensé que j'étais plus à moitié là que complètement là – j'ai toujours soupçonné que je regardais la télévision au lieu de vivre ma vie. Les gens disent parfois que la façon dont les choses se passent dans les films est irréelle, mais en fait, c'est la façon dont les choses se passent dans la vie qui est irréelle. Les films rendent les émotions si fortes et si réelles, alors que quand les choses vous arrivent vraiment, c'est comme regarder la télévision – vous ne ressentez rien. Au moment même où j'ai été abattu et depuis lors, je savais que je regardais la télévision. Les chaînes changent, mais c'est toujours la télévision. »

Même si Warhol survit à l'attaque, celle-ci accélère sa disparition. Pendant le reste de sa vie, Warhol subit des effets physiques, comme le besoin de porter un corset chirurgical pour maintenir ses intestins en place. Il décède après une opération de la vésicule biliaire en 1987.
En 1971, Solanas s'évade de l'hôpital d'État de Matteawan pour les aliénés criminels et est réinternée quelques mois avant sa sortie de prison. Plus tard dans l'année, Solanas est arrêtée et accusée d'agression aggravée pour avoir menacé Barney Rosset, rédacteur en chef de Evergreen Review,. Solanas subit des tests psychologiques et est déclarée malade mentale. Des années plus tard, elle travaille quelque temps comme rédactrice en chef du magazine féministe bimensuel Majority Report (en). Elle passe ses dernières années dans le dénuement et meurt dans la pauvreté en 1988.

## Dans la culture populaire
La chanson "Andy's Chest (en)" du musicien rock Lou Reed est inspirée par la tentative d'assassinat d'Andy Warhol. Il enregistre la chanson pour la première fois en 1969 avec son groupe Velvet Underground. Il enregistre une version solo pour son album Transformer de 1972.
L'attaque est à l'origine du film I Shot Andy Warhol de 1996 réalisé par Mary Harron. Le film met en vedette Lili Taylor dans le rôle de Valerie Solanas et Jared Harris dans celui d'Andy Warhol.
L'épisode de 2017 Valerie Solanas Died for Your Sins: Scumbag de la série télévisée American Horror Story est inspiré de l'attaque. Solanas est interprétée par Lena Dunham et Warhol par Evan Peters.